# Cardiocondyla goa
Cardiocondyla goa (лат.) — вид мелких муравьёв рода Cardiocondyla из подсемейства мирмицин (Myrmicinae). Индия Непал.

## Описание
Длина около 2 мм. Основная окраска тела коричневая. Отличается от близких видов следующими признаками: мезосома на всей поверхности скульптурирована; дорсальный профиль мезосомы довольно прямой или слабо выпуклый, метанотальная борозда только намечена или полностью отсутствует; сегменты стебелька с более мелкой и тонкой сеткой, чем на мезосоме, узлы иногда слегка блестящие; первый тергит с тонким микроретикулумом, который может быть затемнен загрязненными поверхностями; опушение на всём теле длинное и плотное, но короче, чем у C. minutior; более мелкие общие размеры. Цвет головы, мезосомы и стебелька значительно варьирует от грязно-желтоватого до темно-грязно-коричневого, брюшко тёмное до черновато-коричневого. Вид был впервые описан в 2003 году немецким мирмекологом Б. Зейфертом (Bernhard Seifert; Зенкенбергский музей). Вместе с C. minutior, C. tjibodana и другими эти виды отнесены к видовой группе Cardiocondyla minutior Group, для которой характерны признаки: голова удлинённая с довольно высоким постокулярным индексом и узким лобком, метанотальная впадина слабая или отсутствует, проподеальные шипы короткие, постпетиоль с плоским стернитом и низкий, опушение на первом тергите брюшка довольно длинное и плотное.
Колонии живут в небольших муравейниках в земле, часто на нарушенных участках возле дорожек или садов. Они содержат несколько фертильных маток, как и у родственного вида C. minutior. И эргатоидные самцы, и крылатые самцы были замечены в течение значительного времени остающимися в родном гнезде для спаривания с самками, и предположительно, крылатые самцы утратили свою расселительную функцию.